# «بیدار شو، عشق من!»
«"بیدار شو، عشق من!"» (به انگلیسی: "Awaken, My Love!") آلبومی از هنرمند اهل ایالات متحده آمریکا دونالد گلاور است که در سال ۲۰۱۶ میلادی منتشر شد.